# Словенська хокейна ліга
Словенська хокейна ліга (словен. Slovenska hokejska liga, або просто Національний чемпіонат словен. Državno prvenstvo Slovenije) — щорічні хокейні змагання в Словенії, які проводяться з 1991 року під егідою Хокейного союзу Словенії. У чемпіонаті беруть участь шість клубів.

## Історія
Перший чемпіонат Словенії проводився в сезоні 1991—92 років. З часом деякі словенські команди увійшли до Австрійської хокейної ліги та приєднувалися лише для участі в плей-оф.
У сезоні 2007–08 років виникла проблема, оскільки хорватська команда «Медвешчак» кваліфікувалася до плей-оф. Оскільки чемпіоном Словенії могла стати лише команда зі Словенії, вона не брала участі в плей-оф.
У сезоні 2009–10 була створена Слохокей ліга, яка після сезону 2011–12 років була скасована.

## Чемпіони Словенії
- до 1991 – Югославська хокейна ліга
- 1991–92 – Акроні (Єсеніце)
- 1992–93 – Акроні (Єсеніце)
- 1993–94 – Акроні (Єсеніце)
- 1994–95 – Олімпія
- 1995–96 – Олімпія
- 1996–97 – Олімпія
- 1997–98 – Олімпія
- 1998–99 – Олімпія
- 1999–2000 – Олімпія
- 2000–01 – Олімпія
- 2001–02 – Олімпія
- 2002–03 – Олімпія
- 2003–04 – Олімпія
- 2004–05 – Акроні (Єсеніце)
- 2005–06 – Акроні (Єсеніце)
- 2006–07 – Олімпія
- 2007–08 – Акроні (Єсеніце)
- 2008–09 – Акроні (Єсеніце)
- 2009–10 – Акроні (Єсеніце)
- 2010–11 – Акроні (Єсеніце)
- 2011–12 – Олімпія
- 2012–13 – Олімпія
- 2013–14 – Олімпія
- 2014–15 – Єсеніце
- 2015–16 – Олімпія
- 2016–17 – Єсеніце
- 2017–18 – Єсеніце
- 2018–19 – Олімпія (Любляна)
- 2019–20 – Немає переможця (COVID-19)[2]
- 2020–21 – Єсеніце
- 2021–22 – Олімпія (Любляна)
- 2022–23 – Олімпія (Любляна)
- 2023–24 – Олімпія (Любляна)
- 2024–25 – Олімпія (Любляна)

## Клуби та титули
| Клуб                        | Титули | Сезони |
| --------------------------- | ------ | --- |
| Олімпія / Олімпія (Любляна) | 20     | 1995, 1996, 1997, 1998, 1999, 2000, 2001, 2002, 2003, 2004, 2007, 2012, 2013, 2014, 2016, 2019, 2022, 2023, 2024, 2025 |
| Акроні (Єсеніце) / Єсеніце  | 13     | 1992, 1993, 1994, 2005, 2006, 2008, 2009, 2010, 2011, 2015, 2017, 2018, 2021                                           |

## Виноски
1. 1 2  Ці два клуби офіційно є окремими юридичними особами; проте Хокейний союз Словенії визнає назви клубів, що припинили своє існування.